# 諾克斯級巡防艦
諾克斯級巡防艦（Knox-class frigate）是一種美國海軍自1969年起開始服役的巡防艦，任務設計目的以遠洋反潛作戰為主。服役初艦種類別是護航驅逐艦（分類符號為DE），在1975年統一變更為巡防艦（分類符號為FF），1995年全面自美國海軍退役，部分轉售給其他國家海軍使用中。

## 興建
冷戰期間，由於蘇聯建造了至少300艘以上、巨量的柴電與核子潛艦，並且在世界各海域中伺伏；這逼使盟邦坐落於世界各地的美國與其簽約的協防國家開發更多更好的反潛載台，以免蘇聯在可能爆發的世界大戰中學習納粹德國海軍所開發的潛艦狼群戰術，對西方國家的海上商業線造成無可彌補的傷害。在1950年代，美國海軍採用FRAM計畫升級了77艘第二次世界大戰中建造的基靈級驅逐艦與亞倫·桑納級驅逐艦，讓她們裝備反潛火箭、SQS-23中頻聲納、QH-50直昇機等，具備較好的反潛能力，成為美軍冷戰期間第一代反潛水面艦。但這些裝備只能讓驅逐艦具備第一匯聲區內的有限搜索能力，性能未能讓美軍滿意。美軍在反潛作戰上的突破則是1963年完工，設計代號SCB199的布朗斯坦級巡防艦，這級艦是美軍嘗試第二代反潛水面艦的雛形，她的艦艏安裝了使用低頻音響作為操作頻率的SQS-26低頻聲納，該裝備雖然體積龐大，但可以讓軍艦具備第一匯聲區內的全面搜索能力。
不過，布朗斯坦級的體積仍然不夠大，後續改良空間有限，所以只建造了2艘。美國因此在1962年建造設計代號SCB199A的賈西亞級巡防艦，該艦可說是諾克斯級的原型，她的外觀佈局及裝備屬性上大致與後來雷同：改良造型降低阻力之艦艏低頻聲納、艦艉拖曳聲納彌補聽音缺口、射程達19公里且可裝設核深水炸彈或反潛魚雷的反潛火箭、QH-50遙控直升機、5吋艦炮，這些武裝在諾克斯級上大致續用；該級艦建造了10艘。不過，美國海軍不喜歡QH-60遙控直升機，所以它們找上了更好的選擇：SH-2海妖直昇機及配套的LAMPS I輕型空載多用途反潛系統。為此，海軍將賈西亞級設計改良；動力不足的部分使用了自薛曼級驅逐艦上開始實用化的高溫高壓鍋爐系統，該設計案稱SCB199C，可說是SCB199設計案的完整型，後來定名諾克斯級，得名自美國前海軍部部長弗蘭克·諾克斯。
諾克斯級第一批次預算在1963年通過，1964財年度開始撥款，該年度通過了10艘預算；1965財年度撥款16艘；1966、1968財年分別撥款新造10艘；1969年原本預定撥款新建6艘、後減為4艘、最後預算通通遭刪除。原定打算替換FRAM工程的二戰驅逐艦而造的諾克斯級最後沒有達成採1:1的方式汰換，只興建了46艘，並在1969至1976年間完工。
值得一提的是，由於諾克斯級是為了與SQS-26配套，並考慮最節約構型下的產物。但受制於聲納，即便採最簡配置如此她的滿載噸位仍上看4千噸級，雖稱巡防艦，但滿載噸位在當時比驅逐艦還大；搭配的動力與武備卻較FRAM計畫升級的驅逐艦貧乏，包括單軸、單門五吋砲、極速27節的陽春設計被許多驅逐艦指揮官們鄙視，稱該艦為「麥納瑪拉的愚行」（McNamara’s Folly）

## 設計
諾克斯級與CSB199系列軍艦的艦體設計雷同，均走簡單平價風格的平甲板式設計；且依循護航驅逐艦傳統使用單軸設計，但因為使用了輸出蒸氣量較多的高溫高壓鍋爐，在配備兩部鍋爐的情況下即可輸出35,000匹馬力動力，因此在動力輸出表現上不至於過度差勁。同時艦體設計也更加流線，所以滿載噸位雖超過賈西亞級不少，但表定極速仍維持相同標準，同時船體還裝設了穩定翼，改善惡劣天候下艦體耐受度。諾克斯級的蒸氣渦輪主機帶動一具直徑4.57公尺之螺旋槳，螺旋槳整合了氣泡遮音幕設備，可在航行中噴射出加壓空氣抑止螺旋槳在水中的運轉噪音，使諾克斯級在運用20節巡航速度之際聲納不會因為軍艦輪機系統帶來的振動與噪音失去偵音功能。艦內電力供應由一具輸出750KW的蒸氣渦輪發電機供給，但為避免因鍋爐問題同時失去動力與電力的情況，諾克斯級也加裝了3具總和輸出750KW的備用柴油發電機
同樣是輸出高壓力蒸氣驅動渦輪引擎，但比起賈西亞級的增壓水管鍋爐毛病叢生，諾克斯級的斜D型鍋爐使用了較簡單的方式達成相同技術標準。但高溫高壓鍋爐的妥善率從美國海軍使用時也不是很理想，倒爐問題在所有使用國家都經常發生；因此諾克斯級除主渦輪發電機外另裝有緊急備用的柴油發電機應急。
在諾克斯級建造年代，艦艇的C4ISR系統尚未誕生，本級艦因此沒有搭載戰鬥管理系統；直到1980年代，一部分諾克斯級在近代化工程時安裝了以商規組件設計的FFISTS-1戰鬥系統，但該系統在艦艇自美軍除役時便拆除，因此後來海外的使用國沒有續用。
偵蒐系統部分，諾克斯級的水面/空中偵蒐能力可說普普，裝備了當時美軍水面艦泛用的SPS-40對空雷達、SPS-10對海搜索雷達、以及導引五吋砲用的SPG-53射控雷達。水下偵蒐能力則是該艦最為出色的部分，除了艦艏低頻聲納，艦艉的AN/SQS-35可變深度聲納可釋放到最深180公尺的水下環境，藉以抵銷斜溫層在反潛作戰中對深海環境的聽音誤差；1980年代加裝了SQR-18戰術拖曳聽音聲納，讓水下偵蒐能力超越第一匯聲區，可對第二匯聲區進行偵蒐。雖然聲納系統完整，但本級艦並沒有水下戰鬥系統；因此整合各聲納資訊仍極度仰賴人力作業。

### 美軍服役期間的主要修改
早期的諾克斯級實際服役後，意識到平甲板艦艏設計對於惡劣海象抵抗不良，導致艦體A、B炮位武器損壞情況增加，由巴格萊號開始，在1979年進廠大修期間在艦艏增裝了一層舷牆與擋浪板，改善艦艏穿浪性能。
1970年代之前，有31艘諾克斯級（DE-1052至1069、DE-1071至1083）配備的防空武器除了艦炮外，還有艦艉的海麻雀防空飛彈，採用的是由阿斯洛克發射器改裝的Mk-25發射架，DE-1070則換用北約海麻雀計畫使用的Mk-29發射架。諾克斯級最初計畫配備的主力防空武器是多軍種共通的MIM-46飛彈，但該計畫最後失敗，各軍種只能自行籌獲替代項目。而其它14艘沒有安裝防空飛彈的諾克斯級原本計畫安裝海欉樹防空飛彈，但美軍放棄了這個構想。1980年代大修時，大部分諾克斯級換裝方陣近迫武器系統，替換或增加原先艦艉的防空武器。此外，初期服役時阿斯洛克發射器僅有發射反潛火箭的功能，並不具備發射魚叉飛彈的能力，一部分艦艇在1970年代進行水面作戰能力升級計畫，整合AGM-78標準反輻射飛彈進阿斯洛克飛彈發射器內。在1980年代進行全面升級，將發射器整合了魚叉反艦飛彈操作攻擊能力，美軍的配置是在發射器內預置2枚魚叉飛彈，艦體彈艙另配備2枚備射彈。
精進在反潛能力的項目，則是以艦艉增裝的設備為主。有25艘諾克斯級（DE-1052、1056、1063-1071、1078-1097）加裝了AN/VDS-35(V)可變深度聲納，它是一種工作頻率在13kHz的高頻主動聲納，可以藉由艦艉拖曳，最大可操作深度180公尺（600英尺），藉由在不同深度發出聲波，抵銷變溫層對於艦體聲納製造聲波因海水溫度而出現的偏差。除了VDS-35，艦艉的投放絞機後來還增裝了AN/SQR-18A拖曳陣列聲納，增強在第一匯聲區以外的偵潛性能，沒有配備VDS-35的諾克斯級也有加裝拖曳陣列聲納，但型號則換用AN/SQR-18A(V)2，惟相關設備均無水下戰鬥系統整合，資料彙整均需採用人力進行。

### 武裝配置
|          | 新建時                                                                       | 1980年代近代化後                                                                |
| -------- | ---------------------------------------------------------------------------- | ------------------------------------------------------------------------------- |
| 武裝     | 1門Mk 42艦砲                                                                 | 1門Mk 42艦砲                                                                    |
| 武裝     | －                                                                           | 1座Mk 15 block0 方陣近迫武器系統 （FF-1084以後的艦艇）                          |
| 武裝     | －                                                                           | 1座Mk 258連裝海麻雀防空飛彈發射器 （FF-1052～FF-1083）                          |
| 武裝     | 1座Mk 112飛彈發射器 （可發射阿斯洛克反潛飛彈、RGM-84魚叉反艦飛彈）           |                                                                                 |
| 武裝     | 2座Mk 32 Mod 9 固定式雙聯裝魚雷發射管                                        |                                                                                 |
| 艦載機   | 2架QH-50無人反潛直升機                                                       | 1架SH-2海妖直昇機                                                               |
| 戰情系統 | Mk 1火控系統（WDS）                                                          | Mk 1火控系統（WDS）                                                             |
| 戰情系統 | －                                                                           | AN/WSC-3甚高頻衛星通訊系統 一部份艦艇搭載FFISTS-1戰鬥系統                       |
| 火控系統 | Mk 68艦炮射控儀（用於指揮Mk 42艦炮）                                         | Mk 68艦炮射控儀（用於指揮Mk 42艦炮）                                            |
| 火控系統 | －                                                                           | Mk 115連續波照明雷達（用於指揮海麻雀飛彈，部分艦未裝備）                        |
| 火控系統 | Mk 114水下射控電腦                                                           |                                                                                 |
| 雷達     | AN/SPS-40對空搜索雷達                                                        | AN/SPS-40對空搜索雷達                                                           |
| 雷達     | AN/SPS-10水面搜索雷達                                                        | AN/SPS-67水面搜索雷達                                                           |
| 雷達     | LN-66航海雷達                                                                | AN/SPS-53航海雷達                                                               |
| 聲納     | AN/SQS-26CX 艦首低頻聲納                                                     | AN/SQS-26CX 艦首低頻聲納                                                        |
| 聲納     | AN/SQS-35可變深度聲納(IVDS) ※FF-1053－1055, 1057－1062, 1072, 1077等艦未裝備 | AN/SQR-18戰術拖曳聲納陣列 (TACTASS) ※有裝備IVDS使用18A(V)1, 沒裝備的使用18A(V)2 |
| 電戰設備 | AN/WLR-1C電波偵測器                                                          | AN/SLQ-32(V)1/2電戰系統                                                         |
| 電戰設備 | AN/ULQ-6C干擾器                                                              | 2組Mk 36 SRBOC                                                                  |

## 中華民國海軍
從1980年代中華民國海軍規劃新一代艦時，海軍基於花東海岸的深海反潛作戰需求，對於具有拖曳陣列聲納的反潛艦型具有相當興趣；但是相關戰力美方拒絕提供，成功級巡防艦還因美方政策取消了拖曳陣列聲納，連水下戰鬥系統也因此只能取得簡化版本。冷戰結束後，美國大規模裁軍下釋出軍艦給盟邦，從1991年起，美國決定以租借方式提供了9艘諾克斯級給中華民國；中華民國分別在1993、1994、1998年自美軍轉移共8艘諾克斯級巡防艦，並由潛艦出身的王立申少將出任赴美接艦支隊長。中華民國海軍稱濟陽級巡防艦，其中一艘則因狀況不佳而取消接收計劃。
中華民國的諾克斯級前兩批以租借方式取得，只有最後一批是從退役軍艦中挑選。理論上雖然有租約到期問題，實務上有簽訂租約簽訂若干年後可以買斷方式處理的條款，所謂的租約只是避免政治衝擊的一種折衷作法，目前所有的濟陽級均屬於中華民國財產，同樣的手段在新港級戰車登陸艦的取得上也如出一轍。
由於濟陽級終究只是專業反潛巡防艦，自衛能力不足，中華民國海軍使用退役的陽字號驅逐艦拆下的武進三型作戰系統的防空部分系統來升級這些艦艇防空能力，包括雷達、射控照明系統、標準一型防空飛彈。不過諾克斯級使用高壓蒸汽渦輪主機，不但人力需求大，而且因船齡高、機械可靠度日趨下降。目前逐步汰換，將由輕型巡防艦取代。

## 同級艦列表
| 美軍艦名          | 美軍編號           | 造船廠                                 | 服役– 除役(美軍) | 後續 | 相關連結 |
| ----------------- | ------------------ | -------------------------------------- | ---------------- | --- | -------- |
| 諾克斯號          | FF-1052            | 陶德造船廠太平洋廠區，西雅圖           | 1969–1992        | 當靶船擊沉 | [ 2 ]    |
| 羅阿爾克號        | FF-1053            | 陶德造船廠太平洋廠區，西雅圖           | 1969–1991        | 報廢 | [ 3 ]    |
| 格雷號            | FF-1054            | 陶德造船廠太平洋廠區，西雅圖           | 1970–1991        | 報廢 | [ 4 ]    |
| 赫本號            | FF-1055            | 陶德造船廠太平洋廠區，聖佩德羅，洛杉磯 | 1969–1991        | 當靶船擊沉 | [ 5 ]    |
| 康諾爾號          | FF-1056            | 埃文代爾造船廠                         | 1969–1992        | 移交希臘海軍，改名為 伊庇魯斯號 (F-456)，2003年退役，2006年當靶艦擊沉                                           | [ 6 ]    |
| 拉斯伯恩號        | FF-1057            | 洛克希德造船廠                         | 1970–1992        | 當靶船擊沉 | [ 7 ]    |
| 邁耶科特號        | FF-1058            | 陶德造船廠, 聖佩德羅分部               | 1969–1991        | 報廢 | [ 8 ]    |
| W·S·辛姆斯號      | FF-1059            | 埃文代爾造船廠                         | 1970–1991        | 贈與土耳其作零件拆解                                                                                            | [ 9 ]    |
| 蘭號              | FF-1060            | 陶德造船廠, 聖佩德羅分部               | 1970–1991        | 報廢 | [ 10 ]   |
| 柏德森號          | FF-1061            | 埃文代爾造船廠                         | 1970–1991        | 報廢 | [ 11 ]   |
| 惠普爾號          | FF-1062            | 陶德造船廠, 西雅圖分部                 | 1970–1992        | 移交墨西哥，改名為 米納號 (F-214)                                                                               | [ 12 ]   |
| 里森納號          | FF-1063            | 洛克希德造船廠                         | 1971–1993        | 移交土耳其，改名為 科札德佩號 (F-252)，2005年當靶艦擊沉                                                         | [ 13 ]   |
| 洛克伍德號        | FF-1064            | 陶德造船廠, 西雅圖分部                 | 1970–1993        | 報廢 | [ 14 ]   |
| 斯坦因號          | FF-1065            | 洛克希德造船廠                         | 1972–1992        | 移交墨西哥，改名為 阿連德號 (F-211)                                                                             | [ 15 ]   |
| 馬文·希爾斯號     | FF-1066            | 陶德造船廠, 西雅圖分部                 | 1971–1992        | 移交墨西哥，改名為 阿瓦索洛號 (F-212)                                                                           | [ 16 ]   |
| 法蘭西斯·哈蒙德號 | FF-1067            | 陶德造船廠, 聖佩德羅分部               | 1971–1992        | 報廢 | [ 17 ]   |
| 佛里蘭號          | FF-1068            | 埃文代爾造船廠                         | 1970–1992        | 移交希臘，改名為 馬其頓號 (F-458)，1999年1月除役                                                                | [ 18 ]   |
| 巴格萊號          | FF-1069            | 洛克希德造船廠                         | 1972–1991        | 報廢 | [ 19 ]   |
| 唐恩號            | FF-1070            | 陶德造船廠, 西雅圖分部                 | 1971–1992        | 當靶船擊沉 | [ 20 ]   |
| 白吉爾號          | FF-1071            | 陶德造船廠, 聖佩德羅分部               | 1970–1991        | 當靶船擊沉 | [ 21 ]   |
| 布萊克利號        | FF-1072            | 埃文代爾造船廠                         | 1970–1991        | 報廢 | [ 22 ]   |
| 羅伯特·E·皮里號   | FF-1073            | 洛克希德造船廠                         | 1972–1992        | 移交中華民國，改名為 濟陽號 (FFG-932)，2015年除役，於2020年7月15日擔任靶艦，被海龍號潛艇以SUT魚雷擊沉           | [ 23 ]   |
| 哈羅德·E·霍爾特號 | FF-1074            | 陶德造船廠, 聖佩德羅分部               | 1971–1992        | 當靶船擊沉 | [ 24 ]   |
| 特里普號          | FF-1075            | 埃文代爾造船廠                         | 1970–1992        | 移交希臘，改名為 色雷斯號 (F-457)，2001年3月6日除役，後成為靶船擊沉                                             | [ 25 ]   |
| 范寧號            | FF-1076            | 陶德造船廠, 聖佩德羅分部               | 1971–1993        | 移交土耳其，改名為 阿達德佩號 (F-251)，現已退役                                                                 | [ 26 ]   |
| 奧利特號          | FF-1077            | 埃文代爾造船廠                         | 1970–1993        | 移交泰國，改名為 帕佛陀洛羅那帕萊號 (FFG 462)，2015年退役                                                       | [ 27 ]   |
| 約瑟夫·赫韋斯號   | FF-1078            | 埃文代爾造船廠                         | 1971–1994        | 移交中華民國，改名為 蘭陽號 (FFG-935)                                                                           | [ 28 ]   |
| 鮑恩號            | FF-1079            | 埃文代爾造船廠                         | 1971–1994        | 移交土耳其，改名為 地中海號 (F-257)，現已退役                                                                   | [ 29 ]   |
| 保羅號            | FF-1080            | 埃文代爾造船廠                         | 1971–1992        | 贈與土耳其作零件拆解                                                                                            | [ 30 ]   |
| 艾爾文號          | FF-1081            | 埃文代爾造船廠                         | 1971–1992        | 移交中華民國，改名為 寧陽號 (FFG-938)                                                                           | [ 31 ]   |
| 埃爾默·蒙哥馬利號 | FF-1082            | 埃文代爾造船廠                         | 1971–1993        | 贈與土耳其作零件拆解                                                                                            | [ 32 ]   |
| 庫克號            | FF-1083            | 埃文代爾造船廠                         | 1971–1992        | 移交中華民國，改名為 海陽號 (FFG-936)，2015年除役，於2020年7月1日擔任靶艦，被MK84通用炸彈與雄風三型反艦飛彈擊沉 | [ 33 ]   |
| 麥肯迪尼斯號      | FF-1084            | 埃文代爾造船廠                         | 1972–1994        | 移交土耳其，改名為 色雷斯號 (F-254)，現已退役                                                                   | [ 34 ]   |
| 唐納德·B·比爾里號 | FF-1085            | 埃文代爾造船廠                         | 1972–1994        | 移交土耳其，改名為 黑海號 (F-255)，現已退役                                                                     | [ 35 ]   |
| 布魯頓號          | FF-1086            | 埃文代爾造船廠                         | 1972–1992        | 移交中華民國，改名為 鳳陽號 (FFG-933)                                                                           | [ 36 ]   |
| 柯爾克號          | FF-1087            | 埃文代爾造船廠                         | 1972–1993        | 移交中華民國，改名為 汾陽號 (FFG-934)                                                                           | [ 37 ]   |
| 巴爾貝號          | FF-1088            | 埃文代爾造船廠                         | 1972–1992        | 移交中華民國，改名為 淮陽號 (FFG-937)                                                                           | [ 38 ]   |
| 傑西·L·布朗號     | FF-1089            | 埃文代爾造船廠                         | 1973–1994        | 移交埃及，改名為 杜姆亞特號 (F961)                                                                              | [ 39 ]   |
| 愛因斯沃斯號      | FF-1090            | 埃文代爾造船廠                         | 1973–1994        | 移交土耳其，改名為 愛琴海號 (F-256)，現已退役，轉入İnciraltı海洋博物館                                          | [ 40 ]   |
| 米勒號            | FF-1091            | 埃文代爾造船廠                         | 1973–1991        | 贈與土耳其作零件拆解                                                                                            | [ 41 ]   |
| 湯馬斯·C·哈特號   | FF-1092            | 埃文代爾造船廠                         | 1973–1993        | 移交土耳其，改名為 勝利號 (F-253)，已退役，2016年作为靶船被击沉                                                 | [ 42 ]   |
| 卡波丹諾號        | FF-1093            | 埃文代爾造船廠                         | 1973–1993        | 移交土耳其，改名為 支持號 (F-250)，現已退役                                                                     | [ 43 ]   |
| 斐里斯號          | FF-1094            | 埃文代爾造船廠                         | 1974–1992        | 移交墨西哥，改名為 維多利亞號 (F-213)                                                                           | [ 44 ]   |
| 特魯特號          | FF-1095            | 埃文代爾造船廠                         | 1974–1994        | 移交泰國，改名為 帕佛陀約華朱拉洛號 (FFG 461)，現已退役                                                         | [ 45 ]   |
| 瓦爾迪茲號        | FF-1096            | 埃文代爾造船廠                         | 1974–1991        | 移交中華民國，改名為 宜陽號 (FFG-939)                                                                           | [ 46 ]   |
| 莫伊內斯特號      | FF-1097            | 埃文代爾造船廠                         | 1974–1994        | 移交埃及，改名為 拉希德號 (F962)                                                                                | [ 47 ]   |
| 未命名            | DE-1098 至 DE-1100 | 不適用                                 | 不適用           | 1969年2月24日取消建造                                                                                           | [ 48 ]   |
| 未命名            | DE-1102 至 DE-1107 | 不適用                                 | 不適用           | 1969年2月24日取消建造                                                                                           | [ 48 ]   |